# Трибунал Луцький
Трибун́ал Л́уцький — найвищий апеляційний суд для Брацлавського, Волинського і Київського воєводств утворений на вальному сеймі у Варшаві 1578. Організований на зразок Трибуналу коронного у складі 13 суддів (депутатів), обраних на шляхетських соймиках (5 від Волинського і по 4 від Брацлавського та Київського воєводств). Розглядав апеляції на ухвали від земських, ґродських і підкоморських судів на підставі Литовського Статуту 1566. Судочинство велося староукраїнською мовою, але проти цього виступила польська шляхта і католицьке духовенство, внаслідок чого Луцький трибунал приєднано до Коронного трибуналу 1589, який розглядав апеляційні справи також українських воєводств на сесіях у Любліні. Ліквідація Луцького трибуналу була чималим обмеженням автономного ладу українських земель під Польщею.